# 17e arrondissement (Parijs)
Het 17e arrondissement is een van de 20 arrondissementen van Parijs. De oppervlakte bedraagt 5,67 km². De buurt "Quartier des Ternes", is het meest chique gedeelte van het 17e arrondissement. Typerend voor deze buurt zijn de hoge en rijkelijk gedecoreerde huizen. Veel bekende architecten hebben hier de meest imposante huizen ontworpen. Samen met het 16e arrondissement is dit het gegoede deel van de stad Parijs.

## Wijken
Zoals alle arrondissementen, is ook het 17e opgedeeld in vier wijken.
- Quartier des Ternes
- Quartier de la plaine de Monceau
- Quartier des Batignolles
- Quartier des Épinettes

## Bevolking
| Jaar | Bevolking | Dichtheid      |
| ---- | --------- | -------------- |
| 1954 | 231.987   | 40.922 inw/km² |
| 1962 | 227.687   | 40.164 inw/km² |
| 1968 | 210.299   | 37.096 inw/km² |
| 1975 | 186.293   | 32.862 inw/km² |
| 1982 | 169.513   | 29.902 inw/km² |
| 1990 | 161.935   | 28.565 inw/km² |
| 1999 | 160.860   | 28.375 inw/km² |
| 2015 | 168.533   | 29.724 inw/km² |

- Bibliothèque nationale de France: cb11962435b (data)
- Gemeinsame Normdatei: 4452894-2
- International Standard Name Identifier: 0000 0001 0101 4525
- Système universitaire de documentation: 060770910
- Virtual International Authority File: 150357699
- WorldCat: E39QbtfRkmttCMGPPdmDXpppmM